# Demminer Regionalmuseum

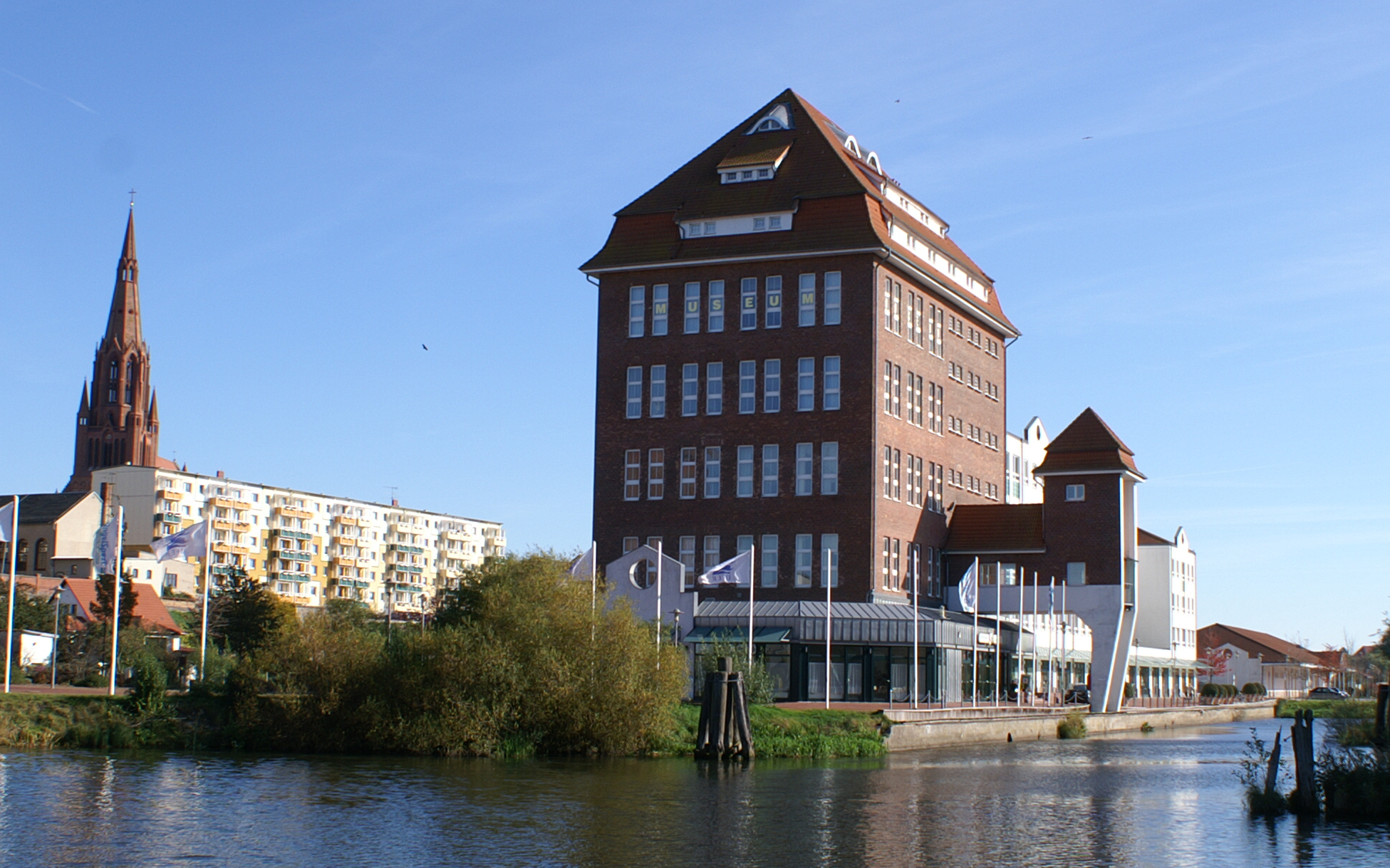
Demminer Hanseufer
Von 2010 bis 2015 befand sich das Regionalmuseum im ersten Obergeschoss des ehemaligen Speichers.

 Das Demminer Regionalmuseum hieß von 1932 bis 2010 Kreisheimatmuseum Demmin. Als klassisches Heimatmuseum befasst es sich mit der Geschichte der pommerschen Kleinstadt Demmin und deren Umgegend im heutigen Mecklenburg-Vorpommern. Zuletzt befand es sich in einem ehemaligen Speicher am Demminer Hanseufer.
Seit dem 1. Juni 2015 ist das Museum geschlossen. Die Exponate sind eingelagert. Ob und wo es weitergeführt wird, ist ungewiss. Ein Teil der Exponate wurde vom Garnisonsverein Demmin „9. Ulanen“ e.V. digitalisiert und ist als Digitales Museum verfügbar.

## Geschichte
Der 1916 offiziell gegründete, aber bereits seit 1914 tätige „Verein für Heimatpflege zu Demmin“ hatte sich das Ziel gestellt zur Pflege der heimatlichen Kultur ein Heimatmuseum aufzubauen. Der erste Vereinsvorsitzende Alexander Rosenbrock veröffentlichte einen Aufruf an die Bürger des Kreises, aus ihrem Privatbesitz Altertümer und Erinnerungsstücke für den Aufbau einer musealen Sammlung einzureichen. Bereits 1919 befanden sich mehrere hundert Stücke in der Sammlung des Vereins. Der Rat der Stadt stellte dem Verein die in seinem Besitz befindlichen Münzen und historischen Stücke zur Verfügung. In diesem Jahr wurde auch mit dem Aufbau einer Bibliothek begonnen. Die seit 1917 durchgeführten Wanderausstellungen wurden durch eine ständige Ausstellung von Exponaten im Schaufenster eines Geschäftes am Demminer Markt ergänzt.
Der Studienrat Paul Thielscher, Vereinsvorsitzender von 1922 bis 1924, sorgte für die Aufarbeitung der Zinn-, Münz- und Autografensammlung und der plastischen Bildwerke. Er erreichte die Unterbringung der Ausstellungsstücke im Gebäude der Landkreisverwaltung. Ihm folgte im Vorsitz der Landrat Gottfried von und zu Gilsa. 1925 standen dem Museum vier Räume zur Verfügung, eine Besichtigung konnte jedoch nur auf Voranmeldung erfolgen.

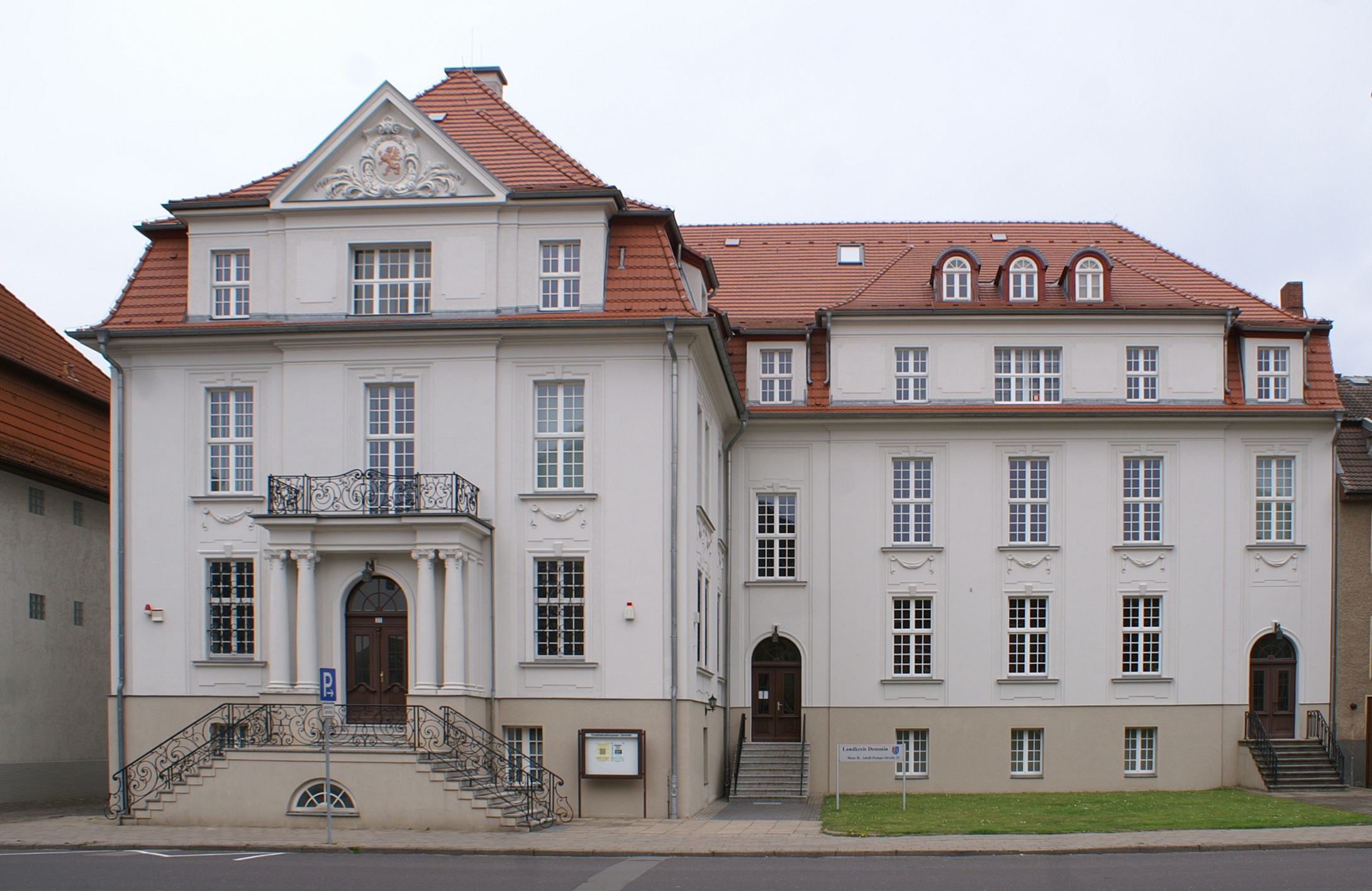
Ehemalige Kreissparkasse Demmin
Das Kreisheimatmuseum befand sich von 1929 bis 1995 im Obergeschoss.

1929 wurde das neue Gebäude der Kreissparkasse fertiggestellt, das im Obergeschoss 300 m² Ausstellungsfläche sowie Räume für die Verwaltung und Magazin hatte. Am 30. März 1930 beschloss der Kreistag die Übernahme des Heimatmuseums in den Besitz des Landkreises. Dem „Verein für Heimatpflege“ verblieb die technische Verwaltung. Am 11. Februar 1932 wurde das Kreisheimatmuseum offiziell eröffnet.
Während Demmin im Zweiten Weltkrieg nach dem Einmarsch der Roten Armee Anfang Mai 1945 stark zerstört wurde, blieb das Gebäude der Kreissparkasse mit dem Museum völlig erhalten. Die Sammlungen erlitten nur geringe Verluste. 1950 wurde das Kreisheimatmuseum nach Aufräum- und Ordnungsarbeiten wiedereröffnet. Der Museumsleiter Lothar Diemer richtete in Jarmen ein dem Kreisheimatmuseum angeschlossenes Mühlenmuseum ein. Die Mühle wurde 1964 ins Agrarhistorische Museum nach Alt Schwerin verlegt. Außerdem richtete er ein Fotoarchiv ein, dass von seiner Nachfolgerin Brigitte Oltmanns erweitert wurde, die das Museum von 1957 bis 1960 leitete.
Obwohl das Kreisheimatmuseum in den 1960er Jahren das zweitgrößte Museum im Bezirk Neubrandenburg war, war seine Existenz gefährdet. Infolge der Beschlüsse des VI. Parteitages des SED sollte eine Neuorganisation der Museen des Bezirkes erfolgen. Die Schließung des Museums, dessen Bestände und Mitarbeiter an das Bezirksmuseum wechseln sollten, konnte jedoch abgewendet werden.
1973 wurde die Schausammlung zur Stadt- und Kreisgeschichte Demmins chronologisch neu geordnet und sollte hinsichtlich der Geschichte der Gegenwart seit Kriegsende laufend ergänzt werden. In den 1970er Jahren wurde das Zeitungsarchiv des Museums der Öffentlichkeit zugänglich gemacht.
Nach der Wende gingen die jährlichen Besucherzahlen, die in den 1980ern zwischen 6.000 und 11.000 lagen, auf 3.000 bis 4.000 zurück. 1990 wurde das Museum dem Museumsverband Mecklenburg-Vorpommern e.V. angeschlossen. Anfang der 1990er Jahre wurde die Museumsbibliothek öffentlich nutzbar gemacht. 1992 wurde die Stelle des Museumsleiters gestrichen und die Zahl der Mitarbeiter von acht auf zwei reduziert. Der Ausstellungsbetrieb wurde durch den Einsatz von ABM-Kräften gesichert. Durch Renovierung des Ausstellungsräume wurde die Attraktivität des Museums erhöht, dessen Besucherzahlen wieder langsam anstiegen. Das Kreisheimatmuseum wurde Mitglied der „Gesellschaft für pommersche Geschichte, Altertumskunde und Kunst“.
1995 wurde das Museum zur Vorbereitung des Umzuges in einen sanierten und umgebauten Speicher am Demminer Hanseufer geschlossen. In den neuen Räumen in der 5. Etage des Speichers wurde das Museum am 6. Juli 1996 eröffnet. Am 4. November des gleichen Jahres wurde der „Förderverein Kreisheimatmuseum Demmin e.V.“ gegründet, der die Unterstützung der Arbeit des Museums als seine Aufgabe ansieht. Seit 1997 organisiert der Förderverein Vortragsreihen zur regionalen Geschichte die auch in Buchform veröffentlicht werden.
Nach dem Auslaufen der Mietverträge bezog das Museum neue Räume im selben Gebäude. 2010 ging die Trägerschaft des Museums an den Demminer Regionalmuseum e.V. und eine entsprechende Umbenennung erfolgte. Nach dem Auslaufen der Trägerschaft des Vereins 2014 gelang es nicht, einen neuen Standort für das Museum zu finden. Am 1. Juni 2015 wurde das Regionalmuseum geschlossen.

## Die frühere Ausstellung
Die frühere, bis 2015 existierende „ständige Ausstellung“ stellte die Geschichte der Region von der Ur- und Frühgeschichte bis zur Gegenwart dar. Eine Besonderheit der Exponate zur Steinzeit, Bronze- und Eisenzeit waren die Nachbildungen der 1911 bei Daberkow gefundenen, etwa 3500 Jahre alten Luren. Weitere Fundstücke stammten aus der Periode der slawischen Besiedlung der Region. Aus der Zeit der Stadtgründung, der Mitgliedschaft Demmins in der Hanse bis zum Dreißigjährigen Krieg waren Urkunden, Münzen und Waffen zu sehen. Dazu gehörte auch ein Nachdruck der Lubinschen Karte von Pommern. Als Leihgabe befand sich eine Amtskette mit dem Bild des letzten Herzogs von Pommern, Bogislaw XIV., in der Ausstellung.
Von 1714 stammte die große Demminer Ratswaage, die einzige im größeren Umkreis vollständig erhaltene Waage dieser Art. Weitere Ausstellungsstücke wie Zinngerät und Innungssymbole bezogen sich auf die Geschichte der Handwerkerzünfte. Auf einer Kniehebelpresse wurde in der Demminer Gesellius-Druckerei die erste Ausgabe von Fritz Reuters „Dei Reis' nah Belligen“ gedruckt. Weitere Themen der Ausstellung waren das ehemals in Demmin stationierte 2. Pommersche Ulanen-Regiment Nr. 9 sowie die Zeit des Nationalsozialismus und der DDR.
Aus ehemaligen Gutshäusern des Kreises stammte ein Teil der Kunstmöbel in Stilen von Barock bis Biedermeier. Dazu gehörte Porzellan des 18. Jahrhunderts von der Königlichen Porzellan-Manufaktur Berlin, das aus Schloss Kartlow stammte. Ein Teil der Gemälde stammte von der Impressionistin Ilse von Heyden-Linden.

## Digitales Museum
Im Jahr 2015 wurde der Museumsbetrieb in Demmin eingestellt, die Ausstellungsstücke wurden abgeräumt und eingelagert. Der Garnisonsverein Demmin „9. Ulanen“ e.V. schlug vor, Stücke aus dem Fundus trotz der Schließung des Museums zu veröffentlichen. Mit diesem Ziel fanden Beratungen mit Mitarbeitern des Landkreises Mecklenburgische Seenplatte statt, dem Eigentümer der musealen Sammlung in Demmin. 2017 wurde ein Vertrag zwischen dem Garnisonverein Demmin und dem Landkreis Mecklenburgische Seenplatte über die Digitalisierung des Fundus abgeschlossen. Im September 2018 ging das Digitale Museum mit rund 20.000 Digitalisaten online, weitere Exponate werden in unregelmäßigen Abständen veröffentlicht.

## Archiv
Im Museumsarchiv befinden sich umfangreiche Bestände an Literatur zur Geschichte Pommerns und Mecklenburgs. Das Zeitungsarchiv enthält fast lückenlos alle regional erschienenen Zeitungen von 1849 bis zur Gegenwart. Neben alten und neuen Ortschroniken werden hier handgeschriebene Akten, Protokollbücher, Steuerlisten, Berichte über Hexenprozesse und Kartenmaterial aus mehreren Jahrhunderten aufbewahrt. Das Fotoarchiv enthält etwa 10.000 Bilder.